# Cirkelafsnit
Et cirkelafsnit er det stykke af en cirkel, som afgrænses af cirklens periferi og en korde.
Arealet A af et cirkelafsnit findes med formlen {\displaystyle A={\frac {r^{2}}{2}}\left(\alpha -\sin \alpha \right)}.
hvor r er cirklens radius og {\displaystyle \alpha } er centervinklen målt i radianer (se illustration til højre).
Afsnittets højde h findes ved formlen {\displaystyle h=r(1-\cos {\frac {\alpha }{2}})}.
Hvis højden h er kendt og {\displaystyle \alpha } er ukendt, udregnes arealet af cirkelafsnittet således:
{\displaystyle A={r^{2}}\cdot \arccos \left({\frac {r-h}{r}}\right)-({r-h})\cdot {\sqrt {2r\cdot h-h^{2}}}}